# 書肆侃侃房
株式会社書肆侃侃房（しょしかんかんぼう）は、福岡市を拠点とする日本の出版社。2013年に刊行を開始した新鋭短歌シリーズは短歌界、とくに歌集出版のあり方に革新をもたらした。
短歌の新人賞である笹井宏之賞、小説の新人賞であることばと新人賞を主催。

## 概要
文学ムック『ことばと』や、「新鋭短歌シリーズ」「現代歌人シリーズ」「現代短歌クラシックス」などの歌集、海外文学や、紀行ガイドシリーズ「KanKanTrip」を刊行している。
文学ムック『たべるのがおそい』に掲載された今村夏子「あひる」が第155回芥川賞候補、宮内悠介「ディレイ・エフェクト」が第158回芥川賞候補に選ばれる。文学ムック『ことばと』に掲載された千葉雅也「マジックミラー」が第45回川端康成文学賞を受賞する。
創業20周年をむかえた2022年には、『左川ちか全集』などが評価され、第38回梓会出版文化賞を受賞した。
短歌の新人賞「笹井宏之賞」と小説の新人賞「ことばと新人賞」の2賞を主催しているほか、福岡市天神で海外文学と詩歌の書店「本のあるところ ajiro」を運営している。詩人でもある田島安江が創業した。短歌の世界に続々と新風を吹き込み、現在の「短歌ブーム」に至る礎を築いた出版社の一つ。PR誌として「ほんのひとさじ」を発行している。

## 沿革
- 2002年　書肆侃侃房を設立
- 2010年　Read cafeを薬院にオープン
- 2011年　笹井宏之歌集『ひとさらい』『てんとろり』出版、「KanKanTrip」刊行開始
- 2013年　「新鋭短歌シリーズ」刊行開始
- 2015年　「現代歌人シリーズ」刊行開始
- 2016年　文学ムック「たべるのがおそい」創刊、「韓国女性文学シリーズ」刊行開始、PR誌「ほんのひとさじ」発行開始
- 2018年　短歌ムック「ねむらない樹」創刊[10]、「本のあるところ ajiro」を北天神にオープン[11]
- 2019年　短歌の新人賞「笹井宏之賞」を創設[12]。福岡市民文化活動功労賞を受賞[13]。ウェブ連載ページ「web侃づめ」開設[14]
- 2020年　文学ムック『ことばと』創刊[15]、「ことばと新人賞」創設[16]、「現代短歌クラシックス」刊行開始
- 2022年　創業20周年をむかえる。第38回梓会出版文化賞を受賞
- 2023年　「現代短歌パスポート」刊行開始

## 主な出版書

### 文学ムック
- ことばと（編集長：佐々木敦）
  - vol.1（2020年4月刊行）
    - 福田尚代、柴田聡子×又吉直樹×佐々木敦、阿部和重、小笠原鳥類、片島麦子、小林エリカ、佐川恭一、千葉雅也、保坂和志、マーサ・ナカムラ、山本浩貴、ウティット・へーマムーン（福冨渉訳）、伊藤亜紗、堤雄一

  - vol.2　特集＝ことばと演劇（2020年10月刊行）
    - いとうひでみ、佐藤亜紀、瀬尾夏美、滝口悠生、飴屋法水、岡田利規、綾門優季、犬飼勝哉、鳥山フキ、中村大地、松原俊太郎、宮﨑玲奈、本橋龍、山下澄人×佐々木敦、金名サメリ、永井太郎、アリ・スミス（木原善彦訳）、久保明教、児玉雨子

  - vol.3　特集＝ことばと音楽（2021年4月刊行）
    - 森栄喜、青柳菜摘、市原佐都子、柴崎友香、水沢なお、柴田聡子、町田康、イ・ラン（カン・バンファ訳）、小島ケイタニーラブ、崎山蒼志、澤部渡（スカート）、さや（テニスコーツ）、澁谷浩次（yumbo）、寺尾紗穂、豊田道倫、七尾旅人、野口順哉（空間現代）、蓮沼執太、山本精一、諭吉佳作／men、佐藤良明×細馬宏通、大沼恵太、山縣太一、胡遷（濱田麻矢訳）、東千茅、百瀬文

  - vol.4 特集＝ことばとからだ（2021年10月刊行）
  - vol.5 特集＝ことばとわたし（2022年4月刊行）
  - vol.6 特集＝ことばと戦争（2022年10月刊行）
  - vol.7 特集＝ことばとことば（2023年11月刊行）

- たべるのがおそい（編集長：西崎憲）
  - vol.1「特集：本がなければ生きていけない」（2016年4月刊行）
    - 穂村弘、今村夏子、円城塔、西崎憲、藤野可織、堂園昌彦、服部真里子、大森静佳、木下龍也、平岡直子、日下三蔵、佐藤弓生、瀧井朝世、米光一成、ケリー・ルース（岸本佐知子訳）、イ・シンジョ（和田景子訳）

  - vol.2「特集：地図－共作の実験」（2016年10月刊行）
    - 金原瑞人、石川美南×宮内悠介、円城塔×やくしまるえつこ、西崎憲×穂村弘、大前粟生、津村記久子、森見登美彦、四元康祐、今橋愛、岡野大嗣、瀬戸夏子、吉野裕之、ヤン・ヴァイス（阿部賢一訳）、アンナ・カヴァン（西崎憲訳）

  - vol.3「特集：Retold　漱石・鏡花・白秋」（2017年4月刊行）
    - 小川洋子、倉田タカシ、最果タヒ、高原英理、相川英輔、今村夏子、西崎憲、ノリ・ケンゾウ、星野智幸、山尾悠子、井上法子、竹中優子、永井祐、花山周子、セサル・アイラ（柳原孝敦訳）、黄崇凱（天野健太郎訳）

  - vol.4「特集：わたしのガイドブック」（2017年10月刊行）
    - 皆川博子、澤田瞳子、谷崎由依、山崎まどか、山田航、木下古栗、古谷田奈月、町田康、宮内悠介、伊舎堂仁、國森晴野、染野太朗、野口あや子、辻山良雄、都甲幸治、アルフォンス・アレー／マルセル・シュオッブ／マルセル・ベアリュ（西崎憲訳）、マルレーン・ハウスホーファー（松永美穂訳）

  - vol.5「特集：ないものへのメール」（2018年4月刊行）
    - 酉島伝法、大前粟生、黒史郎、柴田元幸、蜂飼耳、今村夏子、大田陵史、岸本佐知子、齋藤優、澤西祐典、米澤穂信、内山晶太、小原奈実、仲田有里、フラワーしげる、石井千湖、北原尚彦、ツェワン・ナムジャ（星泉訳）、エリザベス・ボウエン（西崎憲訳）

  - vol.6「特集：ミステリ狩り」（2018年10月刊行）
    - 前田司郎、佐藤究、深緑野分、大滝瓶太、北野勇作、谷崎由依、酉島伝法、我妻俊樹、石川美南、斎藤見咲子、中山俊一、林由紀子、吉野仁、メアリー・エリザベス・カウンセルマン（狩野一郎訳）、ホルへ・ルイス・ボルヘス（西崎憲訳）

  - vol.7「特集：ジュヴナイル―秘密の子供たち」（2019年4月刊行）
    - 斎藤真理子、岩井俊二、銀林みのる、櫻木みわ、飛浩隆、西崎憲、松永美穂、小山田浩子、高山羽根子、柳原孝敦、熊谷純、佐伯紺、錦見映理子、虫武一俊、梅﨑実奈、東雅夫、チョン・ミョングァン（吉良佳奈江訳）、ハイミート・フォン・ドーデラー（垂野創一郎訳）

### 短歌ムック
- ねむらない樹（編集長（編集統括）：vol.1〜田島安江、vol.5〜藤枝大）
  - vol.1「特集：新世代がいま届けたい現代短歌100／ニューウェーブ30年」（2018年8月刊行）
  - vol.2「特集：第１回笹井宏之賞発表！／ニューウェーブ再考」（2019年2月刊行）
  - vol.3「特集：映画と短歌／短歌の言葉と出会ったとき」（2019年8月刊行）
  - vol.4「特集：第２回笹井宏之賞発表！／短歌とジェンダー」（2020年2月刊行）
  - 別冊『現代短歌のニューウェーブとは何か？』（2020年2月刊行）
  - vol.5「特集：短歌における「わたし」とは何か？／学生短歌会からはじまった／くどうれいん（工藤玲音）」（2020年8月刊行）
  - vol.6「特集：第3回笹井宏之賞発表／黒瀬珂瀾／現代川柳の衝撃／2020年の収穫アンケート／『林檎貫通式』を読む」（2021年2月刊行）
  - vol.7「特集：葛原妙子／川野芽生」（2021年8月刊行）
  - vol.8「特集：第4回笹井宏之賞発表／渡辺松男の世界／2021年の収穫アンケート」（2022年2月刊行）
  - vol.9「特集：詩歌のモダニズム」（2022年8月刊行）
  - vol.10「特集：第5回笹井宏之賞発表／15年目の笹井宏之」（2023年2月刊行）

### 短歌
- 現代歌人シリーズ
  - 千葉聡『海、悲歌、夏の雫など』
  - 松村由利子『耳ふたひら』
  - 笹公人『念力ろまん』
  - 佐藤弓生『モーヴ色のあめふる』
  - フラワーしげる『ビットとデシベル』
  - 岡井隆『暮れてゆくバッハ』
  - 駒田晶子『光のひび』
  - 江戸雪『昼の夢の終わり』
  - 吉田隼人『忘却のための試論』 第60回現代歌人協会賞受賞
  - 瀬戸夏子『かわいい海とかわいくない海 end.』
  - 渡辺松男『雨る』
  - 木下龍也『きみを嫌いな奴はクズだよ』
  - 光森裕樹『山椒魚が飛んだ日』
  - 倉阪鬼一郎『世界の終わり／始まり』
  - 谷川電話『恋人不死身説』
  - 紀野恵『白猫倶楽部』
  - 野口あや子『眠れる海』
  - 林和清『去年マリエンバートで』
  - 伊波真人『ナイトフライト』
  - 雪舟えま『はーはー姫が彼女の王子たちに出逢うまで』
  - 加藤治郎『Confusion』
  - 大森静佳『カミーユ』　第12回日本一行詩大賞受賞
  - 今橋愛『としごのおやこ』
  - 服部真里子『遠くの敵や硝子を』
  - 吉岡太朗『世界樹の素描』
  - 吉川宏志『石蓮花』　第70回芸術選奨文部科学大臣賞、第31回斎藤茂吉短歌文学賞受賞
  - 岡野大嗣『たやすみなさい』
  - 楠誓英『禽眼圖』第1回塚本邦雄賞・次席
  - 荻原裕幸『リリカル・アンドロイド』　第11回中日短歌大賞受賞
  - 大口玲子『自由』　第48回日本歌人クラブ賞受賞
  - 黒瀬珂瀾『ひかりの針がうたふ』 第26回若山牧水賞受賞
  - 魚村晋太郎『バックヤード』
  - 山崎聡子『青い舌』　第3回塚本邦雄賞受賞
  - 山田航『寂しさでしか殺せない最強のうさぎ』
  - 中島裕介『memorabilia／drift』
  - 大塚寅彦『ハビタブルゾーン』

- 新鋭短歌シリーズ
  - 第一期（監修：東直子、加藤治郎）
    - 木下龍也『つむじ風、ここにあります』
    - 鯨井可菜子『タンジブル』
    - 堀合昇平『提案前夜』
    - 笹井宏之『八月のフルート奏者』
    - 天道なお『NR』
    - 斉藤真伸『クラウン伍長』
    - 陣崎草子『春戦争』
    - 田中ましろ『かたすみさがし』
    - 岸原さや『声、あるいは音のような』
    - 五島諭『緑の祠』
    - 望月裕二郎『あそこ』
    - 嶋田さくらこ『やさしいぴあの』

  - 第二期（監修：東直子、加藤治郎、大塚寅彦）
    - 藤本玲未『オーロラのお針子』
    - 田丸まひる『硝子のボレット』
    - 中畑智江『同じ白さで雪は降りくる』
    - 岡野大嗣『サイレンと犀』
    - 浅羽佐和子『いつも空をみて』
    - 伊舎堂 仁『トントングラム』
    - 竹内亮『タルト・タタンと炭酸水』
    - 大西久美子『イーハトーブの数式』
    - 法橋ひらく『それはとても速くて永い』
    - 土岐友浩『Bootleg』 第41回現代歌人集会賞受賞
    - 中家菜津子『うずく、まる』
    - 堀田季何『惑亂』 平成28年度日本歌人クラブ東京ブロック優良歌集賞受賞

  - 第三期（監修：東直子、加藤治郎、江戸雪、石川美南、光森裕樹）
    - 井上法子『永遠でないほうの火』
    - 虫武一俊『羽虫群』 第42回現代歌人集会賞受賞
    - 鈴木晴香『夜にあやまってくれ』
    - 中山俊一『水銀飛行』
    - 杉谷麻衣『青を泳ぐ。』
    - 蒼井杏『瀬戸際レモン』
    - 原田彩加『黄色いボート』
    - しんくわ『しんくわ』
    - 佐藤涼子『Midnight Sun』
    - 鈴木美紀子『風のアンダースタディ』
    - 尼崎武『新しい猫背の星』
    - 國森晴野『いちまいの羊歯』

  - 第四期（監修：東直子、加藤治郎、山田航、林和清）
    - 初谷むい『花は泡、そこにいたって会いたいよ』
    - ユキノ進『冒険者たち』
    - 千原こはぎ『ちるとしふと』
    - 九螺ささら『ゆめのほとり鳥』
    - 西村曜『コンビニに生まれかわってしまっても』
    - 惟任將彥『灰色の図書館』
    - 五十子尚夏『The Moon Also Rises』
    - 二三川練『惑星ジンタ』
    - 小野田光『蝶は地下鉄をぬけて』
    - 寺井奈緒美『アーのようなカー』
    - 戸田響子『煮汁』
    - 小坂井大輔『平和園に帰ろうよ』

  - 第五期（監修：東直子、山田航、内山晶太、黒瀬珂瀾、藤島秀憲、藤原龍一郎）
    - 笹川諒『水の聖歌隊』  第47回現代歌人集会賞受賞
    - 久石ソナ『サウンドスケープに飛び乗って』
    - 手塚美楽『ロマンチック・ラブ・イデオロギー』
    - 伊豆みつ『鍵盤のことば』
    - 藤宮若菜『まばたきで消えていく』
    - 奥村知世『工場』 　第28回日本歌人クラブ新人賞受賞
    - 木下侑介『君が走っていったんだろう』
    - 上篠翔『エモーショナルきりん大全』
    - 櫻井朋子『ねむりたりない』
    - 水野葵以『ショート・ショート・ヘアー』
    - 上坂あゆ美『老人ホームで死ぬほどモテたい』
    - toron*『イマジナシオン』

- ユニヴェール
  - 白井健康『オワーズから始まった。』
  - 本多忠義『転生の繭』
  - 田丸まひる『ピース降る』
  - 西田政史『スウィート・ホーム』
  - 加藤孝男『曼荼羅華の雨』
  - 高田ほのか『ライナスの毛布』
  - 金川宏『揺れる水のカノン』
  - 日置俊次『地獄谷』
  - 西田リーバウ望東子『音INTERVALLE程』
  - 宮川聖子『水のために咲く花』
  - 日置俊次『ラヴェンダーの翳り』
  - 朽木祐『鴉と戦争』
  - 笹原玉子『偶然、この官能的な』
  - 岡田衣代『パールグレイの瞑想』
  - 須田覚『西ベンガルの月』
  - 佐藤理江『最初ギリッとふたを開け』
  - 尾崎まゆみ『ゴダールの悪夢』
  - 桜川冴子『流』

- 現代短歌クラシックス
  - 飯田有子『林檎貫通式』（初版：BookPark、2001年）
  - 石川美南『砂の降る教室』（初版：風媒社、2003年）
  - 正岡豊『四月の魚』（初版：まろうど社、1990年）
  - 佐藤弓生『世界が海におおわれるまで』（初版：沖積舎、2001年）
  - 盛田志保子『木曜日』（初版：BookPark、2003年）
  - 千葉聡『微熱体』（初版：短歌研究社、2000年）
  - 今橋愛『O脚の膝』（初版：北溟社、2003年）
  - 渡辺松男『寒気氾濫』（初版：本阿弥書店、1997年）
  - 染野太朗『あの日の海』（初版：本阿弥書店、2011年）
  - 内山晶太『窓、その他』（初版：六花書林、2012年）
  - 五島諭『緑の祠』
  - 小島なお『乱反射』（初版：角川書店、2007年）

- 新編歌集シリーズ
  - 『葛原妙子歌集』（川野里子編）　
  - 『山中智恵子歌集』（水原紫苑編）
  - 『前川佐美雄歌集』（三枝昻之編）

- その他
  - 笹井宏之『ひとさらい』『てんとろり』
  - 柴田葵『母の愛、僕のラブ』
  - 鈴木ちはね『予言』
  - 榊原紘『悪友』、『koro』
  - 川野芽生『Lilith』　第65回現代歌人協会賞受賞
  - 橋爪志保『地上絵』
  - 東直子・佐藤弓生・千葉聡編著『短歌タイムカプセル』
  - 川野里子『七十年の孤独：戦後短歌からの問い』『新装版　幻想の重量──葛原妙子の戦後短歌』
  - 加藤治郎『うたびとの日々』
  - 錦見映理子『めくるめく短歌たち』
  - 尾崎まゆみ『レダの靴を履いて：塚本邦雄の歌と歩く』

### 詩
- 鈴木ユリイカ『サイードから風が吹いてくると』　第39回現代詩人賞受賞
- 島田龍編『左川ちか全集』

### 俳句・川柳
- 小津夜景『花と夜盗』
- 長嶋有『新装版　春のお辞儀』
- 小池正博編著『はじめまして現代川柳』
- 川合大祐『リバー・ワールド』
- 湊圭伍『そら耳のつづきを』

### 日本文学
- 夢野久作『ユメノユモレスク』
- 今村夏子『あひる』　第5回河合隼雄物語賞受賞
- 村田喜代子『耳の叔母』
- 澤西祐典『雨とカラス』『文字の消息』『別府フロマラソン』
- 大前粟生『回転草』『私と鰐と妹の部屋』
- 松波太郎『カルチャーセンター』
- 川野芽生『月面文字翻刻一例』
- 高原英理『観念結晶大系』『うさと私』
- 佐川恭一『舞踏会』
- 片島麦子『レースの村』
- 相川英輔『雲を離れた月』
- 上村渉『うつくしい羽』
- 明利英司『瑠璃色の一室』
- 深沢レナ『失われたものたちの国で』
- 松本准平『惑星たち』

### 海外文学
- 韓国女性文学シリーズ
  - キム・インスク『アンニョン、エレナ』
  - キム・リョリョン『優しい嘘』
  - チョン・ユジョン『七年の夜』
  - クォン・ヨソン『春の宵』
  - ピョン・ ヘヨン『ホール』
  - ペク・スリン『惨憺たる光』
  - ク・ビョンモ『四隣人の食卓』
  - チェ・ウンミ『第九の波』
  - キム・ヘジン『オビー』
- 韓国文学の源流シリーズ（長編）
  - ヨム・サンソプ『驟雨』
  - ハン・スンウォン『月光色のチマ』
  - キム・ウォンイル『父の時代 ―息子の記憶―』
- 韓国文学の源流シリーズ（短編選）
  - 1（1932-1938）　『オリオンと林檎』（朴花城、李孝石、金裕貞、李箕永、朴栄濬、朴泰遠、玄徳、李泰俊）
  - 3（1939-1945）　『失花』（李箱、李孝石、蔡萬植、金南天、李無影、池河蓮）
- 現代台湾文学選
  - 徐嘉澤『次の夜明けに』
- モナ・アワド『ファットガールをめぐる13の物語』
- アルフィアン・サアット『マレー素描集』
- ジョゼ・サラマーゴ『象の旅』
- アン・カーソン『赤の自伝』
- アンネマリー・シュヴァルツェンバッハ『雨に打たれて』
- ツェワン・イシェ・ペンバ『白い鶴よ、翼を貸しておくれ』
- チョン・ヨンムン『ある作為の世界』
- ト・ジョンファン『詩集　満ち潮の時間』
- 劉暁波『詩集　牢屋の鼠』『詩集　独り大海原に向かって』
- 劉霞『詩集　毒薬』

### エッセイ・ノンフィクション
- くどうれいん『うたうおばけ』
- 東山彰良『Turn! Turn! Turn!』
- 瀬尾夏美『二重のまち／交代地のうた』
- 北村紗衣『お砂糖とスパイスと爆発的な何か』
- 佐々木敦『絶体絶命文芸時評』
- テレニン晃子『ゆりちかへ ママからの伝言』
- Y氏『福岡穴場観光』
- オガワカオリ『全国もなかぼん』
- 棚沢永子『東京の森のカフェ』

### 紀行ガイド
- KanKanTrip
  - 大西久恵『ラダックと湖水の郷カシミール』
  - 三尾章子『ルーマニア、遥かなる中世へ』
  - 大澤麻衣『イギリスの小さな教会』
  - 青目海『リスボン　坂と花の路地を抜けて』
  - Sanna『スウェーデン　森に遊び街を歩く』
  - 前野りりえ『ニューカレドニア　美しきラグーンと優しき人々』
  - 大洞敦史『台湾環島　南風のスケッチ』
  - 河野友見『イギリス鉄道でめぐるファンタジーの旅』
  - 中川正道／張 勇『涙を流し口から火をふく、四川料理の旅』
  - 塚口肇『90日間ヨーロッパ歩き旅』
  - 江濱丈裕『カンボジア・ベトナム・ラオス　長距離バスでめぐる世界遺産の旅』
  - やまだトシヒデ『韓国に遺る日本の建物を訪ねて』
  - Sanna『バルト三国　愛しきエストニア、ラトビア、リトアニアへ』
  - 吉貝渉・吉貝悠『おとなの釜山 歴史の迷宮へ』
  - オノリオ悦子・岸澤克俊『光の街、リスボンを歩く』
  - 徳永千帆子『麗しのウィーン、音に魅かれて』
  - 戸谷美津子『聖地サンティアゴへ、星の巡礼路を歩く』
  - YUKA『モロッコ　邸宅リヤドで暮らすように旅をする』
  - 安樂瑛子『汗と涙と煩悩のチベット・ネパール・インド絵日記』
  - ヤマサキタツヤ『来た見た食うた　ヤマサキ兄妹的　大台南見聞録』
  - Sanna『ブルガリア　悠久の時を刻む』
  - 山本佳代子『イスタンブール　東西の歴史が織りなす魅惑都市』
  - 沙智『ヤンゴンの休日　黄金郷のスローライフ』